# Hemibystra brunnea
Hemibystra brunnea là một loài tò vò trong họ Ichneumonidae.